# Streit um Asterix
Streit um Asterix (französischer Originaltitel: La zizanie; wörtlich: ‚Die Zwietracht‘) ist der 15. Band der Asterix-Reihe, die vom Autor René Goscinny und Zeichner Albert Uderzo produziert wurde. Er erschien erstmals 1970 in der französischen Zeitschrift Pilote (ab Ausgabe 531) und 1973 in deutscher Übersetzung im Egmont Ehapa Verlag. Streit um Asterix wurde in viele weitere Sprachen übersetzt, darunter Englisch, Italienisch, Spanisch und Türkisch.

## Handlung
Julius Caesar und seine Berater überlegen, wie sie den unbeugsamen Galliern um Majestix und Asterix zusetzen können. Sie wissen, dass diese zwar recht streitsüchtig sind, im Ernstfall jedoch immer zusammenhalten. Daraufhin schlägt einer der Berater vor, den Römer Tullius Destructivus auf die Gallier anzusetzen. Dieser besitzt die Begabung, durch geschickte Manipulation und Intrigen in jeder Gruppe Streit hervorzurufen. Als er schon durch seine pure Anwesenheit einen Streit unter Caesars Beratern auslöst, zeigt sich Caesar beeindruckt und erteilt Destructivus den Auftrag, die Gallier auseinanderzubringen.
Dieser reist in eines der Römerlager beim gallischen Dorf. Unterwegs schafft er es, dass die Besatzung des Schiffes sich entzweit, und auch bei den Piraten und der Besatzung des Römerlagers gelingt es ihm schnell, Zwietracht zu säen.
Destructivus begibt sich in das gallische Dorf und verkündet, dass er dem wichtigsten Mann des Dorfes ein wertvolles Geschenk überreichen möchte. Als er dieses nicht wie erwartet Majestix, sondern Asterix überreicht, zerstreiten sich die Einwohner des Dorfes aufgrund von Neid, Eifersucht, Minderwertigkeitskomplexen und anderen menschlichen Schwächen. Schließlich wird Asterix sogar verdächtigt, ein Freund der Römer zu sein und diesen das Geheimnis des Zaubertranks verraten zu haben. Miraculix, Asterix und Obelix verlassen aus Protest das Dorf, um den Galliern eine Lektion zu erteilen. Dies nehmen die Römer zum Anlass, Verstärkung zu holen und damit das nun kaum mehr wehrhafte Dorf einzunehmen.
Als die römischen Einheiten sich schon dem Dorf nähern, gelingt es Miraculix in letzter Sekunde, die Gallier doch noch zur Vernunft zu bringen. Mithilfe des Zaubertranks schlagen die Gallier die Römer wie üblich zusammen und stellen Destructivus zur Revanche als ihren Verbündeten hin. Er wird als vermeintlicher Verräter nach Rom zurückgeschickt. Die Gallier können ihr übliches Bankett anlässlich eines weiteren Sieges über die Römer feiern.

## Veröffentlichung
Die Erstauflage des Albums La Zizanie war 1970 bei Dargaud als 15. Band der Asterix-Reihe. In Deutschland wurde die Geschichte in den Heften 21/1970 bis 5/1971 von MV Comix erstmals abgedruckt. Die deutsche Alben-Erstauflage wurde am 24. Mai 1973 beim Ehapa Verlag veröffentlicht. Mit der Neuauflage 2002 hat dieser Band ein neues Titelbild erhalten.